# شهرستان فنگشیانگ
شهرستان فنگشیانگ (به لاتین: Fengxiang County) یک منطقهٔ مسکونی در چین است که در باوژی واقع شده‌است. شهرستان فنگشیانگ ۱٬۱۷۹ کیلومتر مربع مساحت و ۵۱۰٬۰۰۰ نفر جمعیت دارد.